# The Beginning (JYJ-album)
A The Beginning a dél-koreai JYJ együttes első nagylemeze, melyet a japán nyelvű, The... című középlemezük után jelentettek meg 2010. október 14-én. A lemez teljes egészében angol nyelvű, az Ayyy Girl című első kislemezen Kanye West is közreműködik.

## Előkészületek és promóció
Az album felvételeinek és promóciójának idején Kim Dzsunszu és Kim Dzsedzsung még nem beszélt folyékonyan angolul.
Az első kislemez, az Ayyy Girl a 19. helyen debütált a Kaon slágerlistáján, az Empty pedig a 18. helyen. Októberben és novemberben az együttes Ázsiában turnézott, a turnét Szöulban nyitották meg, a Korea Egyetem 11 000 férőhelyes stadionjában. A jegyek 15 perc alatt elkeltek, a bevétel egy részét jótékonysági célokra használták fel. A JYJ az Egyesült Államokban is turnézott volna, azonban ismeretlen okból megtagadták tőlük a munkavállalási vízumot, így az együttes ingyenes koncerteket tartott és a rajongóknak visszafizették a jegyek árát is. A New York-i koncertet 6400-an nézték végig, annak ellenére, hogy a helyszínen csak 3400-an fértek volna el. A turné seattle-i, San Franciscó-i és hawaii állomásait lemondták.
Az S.M. Entertainment, akikkel a JYJ tagjai éppen perben álltak a szerződésük miatt, tiltó végzést akart szerezni a lemez megjelentetése ellen, arra hivatkozva, hogy a per még nem ért véget, így a JYJ tagjai nem adhatnak ki új albumot. A dél-koreai viszonteladók az S.M. Entertainment kérését megtagadták és a terv szerint október 14-én a boltokba került a lemez. A lemezből 50 000 példány fogyott előrendeléssel.

## Számlista
| 1.    | Intro                                     |                                | Brian Kim, BJD                                                 | 0:47 |
| 2.    | Ayyy Girl (feat. Kanye West, Malik Yusef) | Kyoko Hamler, P. Phenom, Yusef | Warren Trinidad Taylor, Hamler, Phenom, West, Yusef, Jae Chong | 4:31 |
| 3.    | Empty                                     | L. Daniels, Hamler, T. Parker  | Rodney Jerkins                                                 | 3:35 |
| 4.    | Be My Babe/Be My Girl                     | Daniels, Hamler, Parker        | Jerkins                                                        | 3:16 |
| 5.    | Still in Love                             | Hamler                         | Kim Dzsedzsung                                                 | 4:22 |
| 6.    | I Love You (feat. Flowsik)                | Hamler, Flowsik                | Pak Jucshon                                                    | 4:54 |
| 7.    | I Can Soar                                | Hamler                         | Kim Dzsunszu                                                   | 4:40 |
| 8.    | Be the One                                | Jae Chong, Hamler              | Jae Chong                                                      | 3:11 |
| 29:16 |                                           |                                |                                                                |      |

| Amerikai kiadás | Amerikai kiadás      | Amerikai kiadás | Amerikai kiadás | Amerikai kiadás | Amerikai kiadás | Amerikai kiadás | Amerikai kiadás | Amerikai kiadás | Amerikai kiadás |
| #               | Cím                  | Hossz           |                 |                 |                 |                 |                 |                 |                 |
| --------------- | -------------------- | --------------- | --------------- | --------------- | --------------- | --------------- | --------------- | --------------- | --------------- |
| 9.              | Empty (DJ Eon Remix) | 4:00            |                 |                 |                 |                 |                 |                 |                 |
| 33:16           |                      |                 |                 |                 |                 |                 |                 |                 |                 |

| Koreai Limited Edition-kiadás | Koreai Limited Edition-kiadás | Koreai Limited Edition-kiadás | Koreai Limited Edition-kiadás | Koreai Limited Edition-kiadás | Koreai Limited Edition-kiadás | Koreai Limited Edition-kiadás | Koreai Limited Edition-kiadás | Koreai Limited Edition-kiadás | Koreai Limited Edition-kiadás |
| #                             | Cím                           | Hossz                         |                               |                               |                               |                               |                               |                               |                               |
| ----------------------------- | ----------------------------- | ----------------------------- | ----------------------------- | ----------------------------- | ----------------------------- | ----------------------------- | ----------------------------- | ----------------------------- | ----------------------------- |
| 9.                            | Ayyy Girl (DJ Eon Remix)      | 4:03                          |                               |                               |                               |                               |                               |                               |                               |
| 10.                           | Empty (DJ Eon Remix)          | 4:00                          |                               |                               |                               |                               |                               |                               |                               |
| 34:19                         |                               |                               |                               |                               |                               |                               |                               |                               |                               |

| Koreai különkiadás | Koreai különkiadás        | Koreai különkiadás | Koreai különkiadás | Koreai különkiadás | Koreai különkiadás | Koreai különkiadás | Koreai különkiadás | Koreai különkiadás | Koreai különkiadás |
| #                  | Cím                       | Hossz              |                    |                    |                    |                    |                    |                    |                    |
| ------------------ | ------------------------- | ------------------ | ------------------ | ------------------ | ------------------ | ------------------ | ------------------ | ------------------ | ------------------ |
| 9.                 | Ayyy Girl (DJ Eon Remix)  | 4:03               |                    |                    |                    |                    |                    |                    |                    |
| 10.                | Empty (DJ Eon Remix)      | 4:00               |                    |                    |                    |                    |                    |                    |                    |
| 11.                | Be My Girl (DJ Eon Remix) | 4:00               |                    |                    |                    |                    |                    |                    |                    |
| 41:19              |                           |                    |                    |                    |                    |                    |                    |                    |                    |

## Listahelyezések
| Toplista               | Legmagasabb helyezés |
| ---------------------- | -------------------- |
| Dél-Korea, Kaon        | 1                    |
| Dél-Korea, Kaon (havi) | 1                    |
| Japán, Oricon          | 11                   |